# Herpes simple
L'herpes simple (grec: ἕρπης herpēs, «gradual» o «latent») és una malaltia produïda per virus de la família herpesviridae. És causada pel virus de l'herpes simple tipus 1 (HSV-1) i tipus 2 (HSV-2).
El cicle del virus de l'herpes simple (VHS) presenta períodes actius de malaltia (amb butllofes que contenen partícules infeccioses del virus) de 2 a 21 dies, seguit per un període de remissió. El primer episodi sovint és més greu i pot estar associat amb febre, dolors musculars, inflamació dels ganglis limfàtics i mal de cap. El virus latent prèviament es multiplica generant noves partícules del virus a la cèl·lula nerviosa i aquests són transportats al llarg de l'axó de cada neurona als terminals nerviosos de la pell, on són alliberats. Després de la infecció inicial, el virus es transporta al llarg dels nervis sensorials als cossos de les cèl·lules nervioses sensorials, on es converteix en latent i hi resideix permanent. Amb el temps, amb episodis de malaltia activa, disminueix la seva freqüència i gravetat. Normalment es curen durant dues o quatre setmanes. Es poden produir pessigolles o dolors punxants abans que apareguin les butllofes. Les causes de la recurrència són incertes, encara que alguns possibles desencadenants han estat identificats, entre els quals els medicaments immunosupressors, disminució de la funció immune, estrès i exposició a la llum solar.
Les infeccions per herpes es classifiquen per l'àrea del cos que està infectada. Els dos tipus principals d'herpes són l'herpes oral i l'herpes genital, encara que també existeixen altres formes. L'herpes oral afecta la cara o la boca. Pot donar lloc a petites butllofes en grups, sovint anomenades herpes labial o ampolles de febre, o només pot causar mal de coll. L'herpes genital implica els genitals i sovint és asimptomàtica, encara que la secreció del virus es pot continuar de produir. Pot tenir símptomes mínims o formar butllofes que s'obren i donen lloc a petites úlceres. L'herpes genital es classifica com una infecció de transmissió sexual, i es pot transmetre a un nadó durant el part. El panadís herpètic afecta normalment els dits o el polze, la queratitis herpètica simple afecta l'ull, l'encefalitis herpètica afecta el cervell, i l'herpes neonatal afecta qualsevol part del cos d'un nounat. Altres trastorns, com l'herpes gladiatorum, meningitis de Mollaret i, probablement, la paràlisi de Bell són causades també pel virus de l'herpes simple.
L'herpes oral i genital se solen diagnosticar en funció dels símptomes que presenten. L'herpes oral és fàcil de diagnosticar si el pacient presenta nafres o úlceres visibles. Les primeres etapes de l'herpes orofacial i l'herpes genital són més difícils de diagnosticar, generalment calen proves de laboratori. El diagnòstic es pot confirmar mitjançant un cultiu viral o la detecció d'ADN de l'herpes en el líquid de les butllofes. La prova de sang per anticossos contra el virus pot confirmar una infecció anterior, però serà negatiu en noves infeccions.
Hi ha dos tipus de virus de l'herpes simple: el VHS tipus 1 (VHS-1 o HSV-1) i el VHS tipus 2 (VHS-2 o HSV-2). El VHS-1 causa més freqüentment infeccions al voltant de la boca, la gola, la cara, els ulls i el sistema nerviós central, mentre que el HSV-2 causa més freqüentment infeccions urogenitals. No obstant això, tant el VHS 1 com el VHS 2 poden causar infeccions en totes les àrees.
L'herpes simple es transmet més fàcilment per contacte directe amb fluids corporals o lesions d'un individu infectat. La transmissió encara es pot produir quan no hi ha símptomes. La transmissió també pot ocórrer a través del contacte de pell a pell durant períodes de disseminació asimptomàtica. Els mètodes de barrera de protecció són el mètodes més eficaços per prevenir la transmissió de l'herpes, tot i que es limiten a reduir, més que a eliminar-ne el risc.
El mètode més eficaç per evitar les infeccions genitals és evitar el sexe vaginal, oral, manual i anal. L'ús del preservatiu disminueix el risc. La medicació antiviral diària presa per algú que té la infecció també pot reduir la propagació.
No s'ha creat encara una cura per l'herpes. Un cop infectat, el virus roman en el cos tota la vida. Les infeccions recurrents (brots) poden ocórrer de tant en tant, especialment en cas d'immunodeficiència com ara el VIH o el càncer relacionat amb la immunosupressió. No obstant això, després de diversos anys, els brots es fan menys greus i més esporàdics, i algunes persones es converteixen en asimptomàtiques i no tornen a tenir brots, encara que poden continuar contagiant la malaltia a altres persones.
Els tractaments amb antivirals poden reduir la replicació viral i alleujar la gravetat dels episodis simptomàtics. No s'ha de confondre amb els símptomes causats per altres virus de la família herpesviridae, com ara l'herpes zòster, que és causat per virus de la varicel·la zòster (VVZ). El paracetamol (acetaminofè) i la lidocaïna tòpica es poden utilitzar per ajudar amb els símptomes. Els tractaments amb medicaments antivirals com aciclovir o valaciclovir poden disminuir la gravetat dels episodis simptomàtics.
Les taxes mundials de HSV-1 o HSV-2 estan entre el 60% i el 95% en adults. El VHS-1 s'adquireix normalment durant la infància. Com que no hi ha cura ni per al HSV-1 ni per al HSV-2, les taxes d'ambdós augmenten de manera inherent a mesura que les persones envelleixen. Les taxes de VHS-1 se situen entre el 70% i el 80% en poblacions de nivell socioeconòmic baix i entre el 40% i el 60% en poblacions amb un estatus socioeconòmic millorat. S'estima que 536 milions de persones a tot el món (el 16% de la població) estaven infectades amb VHS-2 el 2003, amb taxes més elevades entre les dones i les dels països en desenvolupament. La majoria de les persones amb VHS-2 no s'adonen que estan infectades.

## Etimologia
El nom prové del grec antic ἕρπης, herpēs («gradual» o «latent»), que està relacionat amb el significat «arrossegar», referint-se a estendre butllofes. El nom no fa referència a la latència.

## Signes i símptomes

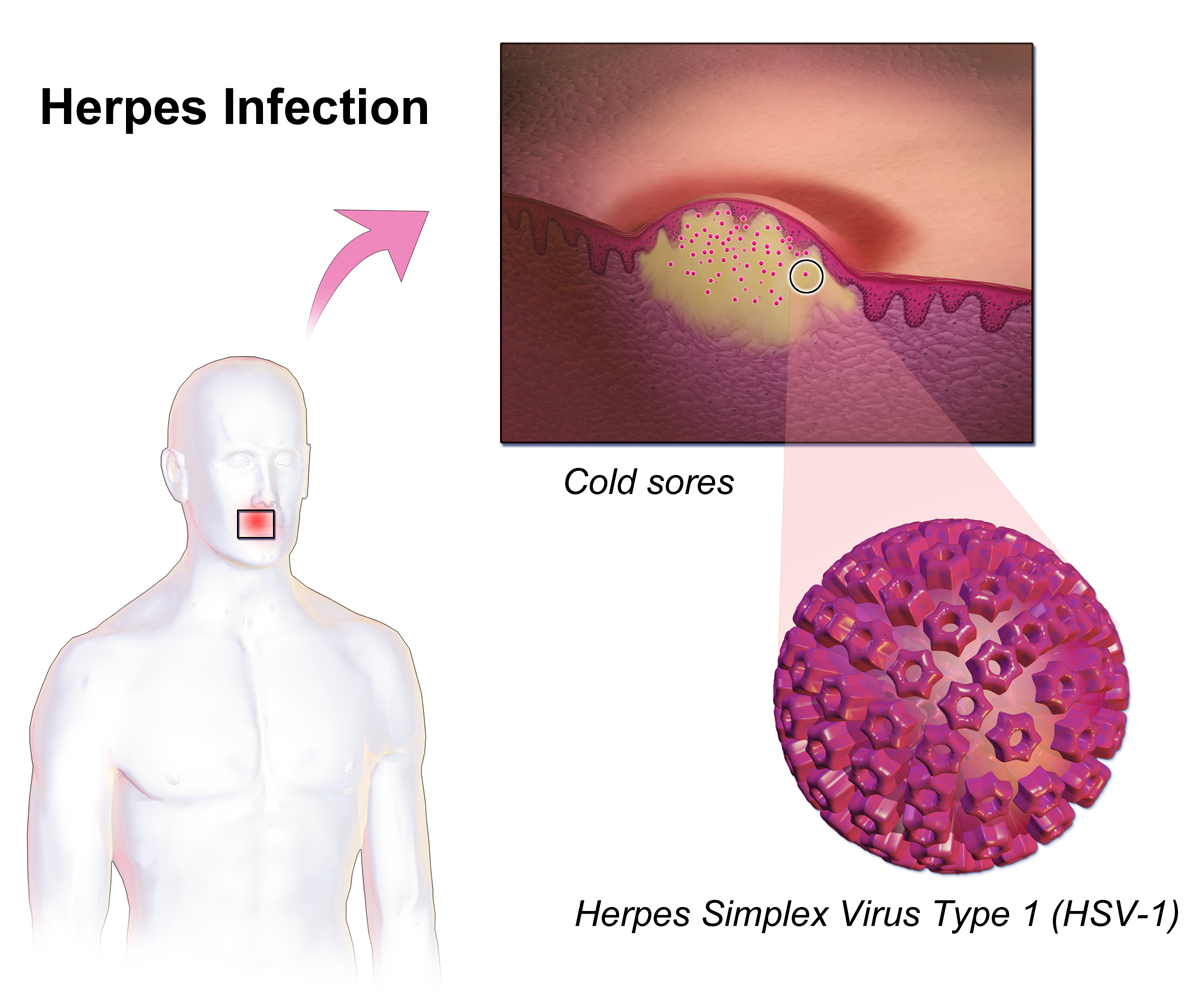
Infecció d'herpes simpe

La infecció per VHS causa diversos trastorns mèdics diferents. La infecció comuna de la pell o la mucosa pot afectar la cara i la boca (herpes orofacial), els genitals (herpes genital) o les mans (panadís herpètic). Es produeixen trastorns més greus quan el virus infecta i danya l'ull (queratitis herpètica), o envaeix el sistema nerviós central, danyant el cervell (encefalitis herpètica). Les persones amb sistemes immunitaris immadurs o suprimits, com ara els nounats, els receptors de trasplantament o les persones amb SIDA, són propenses a complicacions greus de les infeccions per VHS. La infecció per VHS també s'ha associat amb dèficits cognitius del trastorn bipolar i la malaltia d'Alzheimer, encara que sovint depèn de la genètica de la persona infectada.
En tots els casos, el sistema immunitari mai elimina el VHS del cos. Després d'una infecció primària, el virus entra als nervis al lloc de la infecció primària, migra al cos cel·lular de la neurona i es torna latent al gangli limfàtic. Com a resultat de la infecció primària, el cos produeix anticossos contra el tipus particular de VHS implicat, que poden ajudar a reduir les probabilitats d'infecció posterior d'aquest tipus en un lloc diferent. En les persones infectades per VHS-1, la seroconversió després d'una infecció oral ajuda a prevenir infeccions addicionals per VHS-1, com ara el panadís herpètic, l'herpes genital i la queratitis herpètica. La seroconversió prèvia per VHS-1 sembla reduir els símptomes d'una infecció posterior per VHS-2, tot i que el VHS-2 encara es pot contreure.
Moltes persones infectades amb VHS-2 no presenten cap símptoma físic; els individus sense símptomes es descriuen com a asimptomàtics o amb herpes subclínic. Tanmateix, la infecció per herpes pot ser mortal.

### Tipus d'herpes
| Condició                                     | Descripció | Il·lustració |
| -------------------------------------------- | --- | ------------ |
| Gingivoestomatitis herpètica                 | La gingivoestomatitis herpètica és sovint la presentació inicial durant la primera infecció per herpes. És de major gravetat que l'herpes labial, que sovint és la presentació posterior. |              |
| Herpes labialis                              | Conegut comunament com a herpes labial o butllofes de febre, l'herpes labial és la presentació més freqüent d'infecció recurrent per HVS-1 després de la reaparició del virus del nervi trigeminal. |              |
| Herpes genitalis                             | Quan és simptomàtica, la manifestació típica d'una infecció genital primària per VHS-1 o VHS-2 són grups de pàpules i vesícules inflamades a la superfície exterior dels genitals que s'assemblen a l'herpes labial. |              |
| Panadís herpètic i herpes gladiatorum        | El panadís herpètic és una infecció dolorosa que normalment afecta els dits o els polzes. De vegades, la infecció es produeix als dits dels peus o a la cutícula de l'ungla. Les persones que participen en esports de contacte com la lluita, el rugbi i el futbol, de vegades adquireixen una afecció causada per VHS-1 coneguda com herpes gladiatorum, herpes de lluitador o herpes mat, que es presenta com una ulceració de la pell a la cara, orelles i coll. Els símptomes inclouen febre, mal de cap, mal de coll i glàndules inflades. De vegades afecta els ulls o les parpelles. |              |
| Encefalitis herpètica i meningitis herpètica | L'encefalitis herpes simple (EHS) és una malaltia rara que amenaça la vida que es creu que és causada per la transmissió del VHS-1, ja sigui des de la cavitat nasal al lòbul temporal del cervell o des d'un lloc perifèric de la cara, al llarg de l'axó del nervi trigeminal, al tronc cerebral. Malgrat la seva baixa incidència, l'EHS és l'encefalitis mortal esporàdica més freqüent a tot el món. El VHS-2 és la causa més freqüent de la meningitis de Mollaret, un tipus de meningitis viral recurrent.                                                                            |              |
| Esofagitis herpètica                         | Els símptomes poden incloure una deglució dolorosa (odinofàgia) i dificultat per empassar (disfàgia). Sovint s'associa amb una funció immune deteriorada (per exemple, VIH/SIDA, immunosupressió en trasplantaments d'òrgans sòlids). |              |
| Herpes simplex neonatal                      | És una infecció per VHS en un nadó. És una malaltia rara però greu, generalment causada per la transmissió vertical del VHS-1 o VHS-2 de la mare al nounat. Durant la immunodeficiència, l'herpes simple pot causar lesions inusuals a la pell. Un dels més cridaners és l'aparició d'erosions lineals netes en els plecs de la pell, amb l'aparició d'un tall de ganivet. |              |
| Sicosi herpètica                             | La és una infecció herpes simplex recurrent o inicial que afecta principalment els fol·licles pilosos. |              |
| Èczema herpètic                              | És una infecció per HVS en pacients amb dermatitis atòpica crònica que pot provocar la propagació de l'herpes simple per les zones eczematoses. |              |
| Queratoconjuntivitis herpètica               | És una infecció primària que es presenta típicament com una inflor de la conjuntiva i les parpelles (blefaroconjuntivitis), acompanyada de petites lesions blanques i pruriginoses a la superfície de la còrnia. |              |

### Paràlisi de Bell
Tot i que es desconeix la causa exacta de la paràlisi de Bell, un tipus de paràlisi facial, pot estar relacionada amb la reactivació del VHS-1. Tanmateix, aquesta teoria ha estat contestada, ja que el VHS es detecta en un gran nombre d'individus que mai no han experimentat paràlisi facial, i no es troben nivells més alts d'anticossos del VHS en individus infectats amb VHS amb paràlisi de Bell en comparació amb els que no. Els antivirals poden millorar lleugerament la condició quan s'utilitzen juntament amb corticoides en persones amb malaltia greu.

### Malaltia d'Alzheimer
S'ha proposat VHS-1 com una possible causa de la malaltia d'Alzheimer. En presència d'una certa variació gènica (portadors de l'al·lel APO-E-epsilon 4), el VHS-1 sembla ser especialment perjudicial per al sistema nerviós i augmenta el risc de desenvolupar la malaltia d'Alzheimer. El virus interacciona amb els components i receptors de les lipoproteïnes, cosa que pot provocar el seu desenvolupament.

## Patofisiologia
| VHS-2 genital | 15–25% de dies |
| VHS-1 oral    | 6–33% de dies  |
| VHS-1 genital | 5% de dies     |
| VHS-2 oral    | 1% de dies     |

L'herpes es contrau per contacte directe amb una lesió activa o fluid corporal d'una persona infectada. La transmissió de l'herpes es produeix entre parelles discordants; una persona amb antecedents d'infecció (seropositiu per VHS) pot transmetre el virus a una persona seronegativa per VHS. El virus de l'herpes simple 2 normalment es contrau mitjançant el contacte directe de pell a pell amb una persona infectada, però també es pot contreure per exposició a la saliva infectada, el semen, el líquid vaginal o el líquid de les butllofes herpètiques. Per infectar un individu nou, el VHS viatja a través de petites ruptures a la pell o les mucoses de la boca o les zones genitals. Fins i tot les abrasions microscòpiques a les membranes mucoses són suficients per permetre l'entrada del virus.
La difusió asimptomàtica del VHS es produeix en algun moment en la majoria de persones infectades amb herpes. Pot ocórrer més d'una setmana abans o després d'una recurrència simptomàtica en el 50% dels casos. El virus entra a les cèl·lules susceptibles mitjançant receptors d'entrada com la nectina-1, HVEM i el sulfat d'heparà sulfatat 3-O. Les persones infectades que no presenten cap símptoma visible encara poden expulsar i transmetre virus a través de la seva pell; la difusió asimptomàtica pot representar la forma més comuna de transmissió del VHS-2. La difusió asimptomàtica és més freqüent durant els primers 12 mesos des de l'adquisició del VHS. La infecció simultània amb el VIH augmenta la freqüència i la durada de la difusió asimptomàtica. Alguns individus poden tenir patrons de difusió molt més baixos, però les proves que ho avalen no estan completament verificades; no s'observen diferències significatives en la freqüència de difusió asimptomàtica quan es comparen persones amb una a 12 recurrències anuals amb aquelles sense recurrències.
Els anticossos que es desenvolupen després d'una infecció inicial amb un tipus de VHS poden reduir les probabilitats de reinfecció amb el mateix tipus de virus. En una parella monògama, una dona seronegativa corre un risc superior al 30% anual de contraure una infecció per VHS d'una parella masculina seropositiva. Si es contrau primer una infecció oral per VHS-1, la seroconversió s'haurà produït després de 6 setmanes per proporcionar anticossos protectors contra una futura infecció genital per VHS-1. L'herpes simple és un virus d'ADN bicatenari.

## Diagnosi

### Classificació
El virus de l'herpes simple es divideix en dos tipus. No obstant això, cadascun pot causar infeccions a totes les àrees.
- El VHS-1 causa principalment infeccions de la boca, la gola, la cara, els ulls i el sistema nerviós central.[10]
- El VHS-2 causa principalment infeccions urogenitals.[10]

### Examen
L'herpes orofacial primari s'identifica fàcilment mitjançant l'examen de persones sense antecedents de lesions i contacte amb una persona amb infecció per VHS coneguda. L'aparició i la distribució de les nafres es presenten típicament com a úlceres orals múltiples, rodones i superficials, acompanyades de gingivitis aguda. Els adults amb presentació atípica són més difícils de diagnosticar. Els símptomes prodròmics que es produeixen abans de l'aparició de lesions herpètiques ajuden a diferenciar els símptomes del VHS dels símptomes similars d'altres trastorns, com l'estomatitis al·lèrgica. Quan les lesions no apareixen dins de la boca, l'herpes orofacial primari de vegades es confon amb l'impetigen, una infecció bacteriana. Les úlceres bucals comunes (úlcera aftosa) també s'assemblen a l'herpes intraoral, però no presenten un estadi vesicular.
L'herpes genital pot ser més difícil de diagnosticar que l'herpes oral, ja que la majoria de persones no presenten cap dels símptomes clàssics. Un diagnòstic més confús, diverses altres condicions s'assemblen a l'herpes genital, com ara la infecció per fongs, el liquen pla, la dermatitis atòpica i la uretritis.

### Proves de laboratori
Sovint s'utilitzen proves de laboratori per confirmar un diagnòstic d'herpes genital. Les proves de laboratori inclouen cultiu del virus, estudis d'anticossos fluorescents directes (DFA) per detectar virus, biòpsia de la pell i reacció en cadena de la polimerasa per provar la presència d'ADN viral. Tot i que aquests procediments produeixen diagnòstics molt sensibles i específics, els seus elevats costos i limitacions de temps descoratgen el seu ús habitual en la pràctica clínica.
Fins a la dècada del 1980, les proves serològiques d'anticossos contra el VHS poques vegades eren útils per al diagnòstic i no s'utilitzaven habitualment en la pràctica clínica. L'antic assaig serològic IgM no va poder diferenciar els anticossos generats en resposta a la infecció per VHS-1 o VHS-2. No obstant això, una prova de VHS específica de glicoproteïna G (IgG) introduïda a la dècada del 1980 és més del 98% específica per discriminar VHS-1 del VHS-2.

### Diagnosi diferencial
No s'ha de confondre amb afeccions causades per altres virus de la família dels herpesvírids com l'herpes zòster, que és causat pel virus de la varicel·la zòster. El diagnòstic diferencial inclou la malaltia de mans, peus i boca per lesions similars a la pell. El limfangioma circumscriptum i la dermatitis herpetiforme també poden tenir un aspecte similar.

## Prevenció

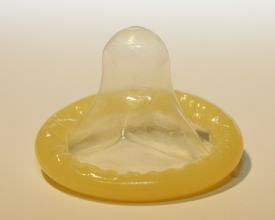
Les barreres de protecció, com ara un preservatiu, pot reduir el risc de transmissió de l'herpes.

Com passa amb gairebé totes les infeccions de transmissió sexual, les dones són més susceptibles a adquirir VHS-2 genital que els homes. De manera anual, sense l'ús d'antivirals o preservatius, el risc de transmissió del VHS-2 d'un home a una dona infectada és d'un 8-11%. Es creu que això es deu a l'augment de l'exposició del teixit de la mucosa a possibles llocs d'infecció. El risc de transmissió d'una dona a un home infectat és d'un 4-5% anual.
La teràpia antiviral supressiva redueix aquests riscos en un 50%. Els antivirals també ajuden a prevenir el desenvolupament del VHS simptomàtic en escenaris d'infecció, el que significa que la parella infectada serà seropositiva però sense símptomes en un 50%. L'ús del preservatiu també redueix significativament el risc de transmissió. L'ús del preservatiu és molt més eficaç per prevenir la transmissió d'home a dona que a la inversa. La infecció prèvia per VHS-1 pot reduir el risc d'adquisició d'infecció per VHS-2 entre les dones en un factor de tres, tot i que l'estudi que afirma això té una petita mida de mostra de 14 transmissions de 214 parelles.
No obstant això, els portadors asimptomàtics del virus VHS-2 encara són contagiosos. En moltes infeccions, el primer símptoma que tindran les persones de les seves pròpies infeccions és la transmissió horitzontal a una parella sexual o la transmissió vertical de l'herpes neonatal a un nounat a terme. Com que la majoria de les persones asimptomàtiques desconeixen la seva infecció, es considera que tenen un alt risc de propagar el VHS.
A l'octubre de 2011, es va informar que el fàrmac anti-VIH tenofovir, quan s'utilitza tòpicament en un gel vaginal microbicida, va reduir la transmissió sexual del virus de l'herpes en un 51%.

### Mètodes de protecció
Els condons ofereixen una protecció moderada contra el VHS-2 tant en homes com en dones, i els usuaris constants de preservatius tenen un risc un 30% menor d'adquisició del VHS-2 en comparació amb aquells que mai utilitzen preservatius. Un preservatiu femení pot proporcionar una major protecció que el preservatiu masculí, ja que cobreix els llavis. El virus no pot passar a través d'un preservatiu sintètic, però l'eficàcia d'un preservatiu masculí és limitada perquè les úlceres d'herpes poden aparèixer en zones no cobertes per ell. Cap tipus de preservatiu impedeix el contacte amb l'escrot, l'anus, les natges o la part superior de les cuixes, zones que poden entrar en contacte amb úlceres o secrecions genitals durant l'activitat sexual. La protecció contra l'herpes simple depèn del lloc de l'úlcera; per tant, si les úlceres apareixen en zones no cobertes per preservatius, s'ha d'abstenir l'activitat sexual fins que les úlceres estiguin completament guarides és una manera de limitar el risc de transmissió. El risc no s'elimina, ja que encara es pot produir una excreció viral capaç de transmetre la infecció mentre la parella infectada és asimptomàtica. L'ús de preservatius o dics dentals també limita la transmissió de l'herpes dels genitals d'una parella a la boca de l'altra (o viceversa) durant el sexe oral. Quan una parella té una infecció per herpes simple i l'altra no, l'ús de medicaments antivirals, com el valaciclovir, juntament amb un preservatiu, disminueix encara més les possibilitats de transmissió a la parella no infectada. S'estan investigant microbicides tòpics que contenen productes químics que inactiven directament el virus i bloquegen l'entrada viral.

### Antivirals
Els antivirals poden reduir la propagació asimptomàtica; es creu que a propagació del virus del VHS-2 genital asimptomàtic es produeix el 20% dels dies a l'any en pacients que no estan sotmesos a tractament antiviral, enfront del 10% dels dies mentre estan en teràpia antiviral.

### Embaràs
El risc de transmissió de mare a nadó és més alt si la mare s'infecta al voltant del moment del part (entre el 30% i el 60%), ja que no s'haurà produït temps suficient per a la generació i transferència d'anticossos materns protectors abans del naixement del nadó. En canvi, el risc es redueix al 3% si la infecció és recurrent, és de l'1 al 3% si la dona és seropositiva tant per a VHS-1 com per a VHS-2, i és inferior a l'1% si no hi ha lesions visibles. Les dones seropositives només per a un tipus de VHS tenen només la meitat de probabilitats de transmetre VHS que les mares seronegatives infectades. Per prevenir les infeccions neonatals, es recomana a les dones seronegatives que evitin el contacte oral-genital sense protecció amb una parella seropositiva per VHS-1 i les relacions sexuals convencionals amb una parella que tingui una infecció genital durant l'últim trimestre de l'embaràs. Es recomana a les mares infectades amb VHS que evitin procediments que puguin causar trauma al nadó durant el naixement (per exemple, elèctrodes del cuir cabellut fetal, pinces i extractors de buit) i, si hi ha lesions, optin per una cesària per reduir l'exposició del nen a secrecions infectades al canal de part. L'ús de tractaments antivirals, com l'aciclovir, administrat a partir de la 36a setmana d'embaràs, limita la recurrència i la propagació del VHS durant el part, reduint així la necessitat de cesària. L'ús de valaciclovir i famciclovir, tot i que pot millorar el compliment, tenen una seguretat menys ben determinada durant l'embaràs.

## Tractament
Cap mètode erradica el virus de l'herpes del cos, però els medicaments antivirals poden reduir la freqüència, la durada i la gravetat dels brots. Els analgèsics com l'ibuprofè i el paracetamol (acetaminofè) poden reduir el dolor i la febre. Els tractaments anestèsics tòpics com la prilocaïna, la lidocaïna, la benzocaïna o la tetracaïna també poden alleujar la picor i el dolor.

### Antivirals

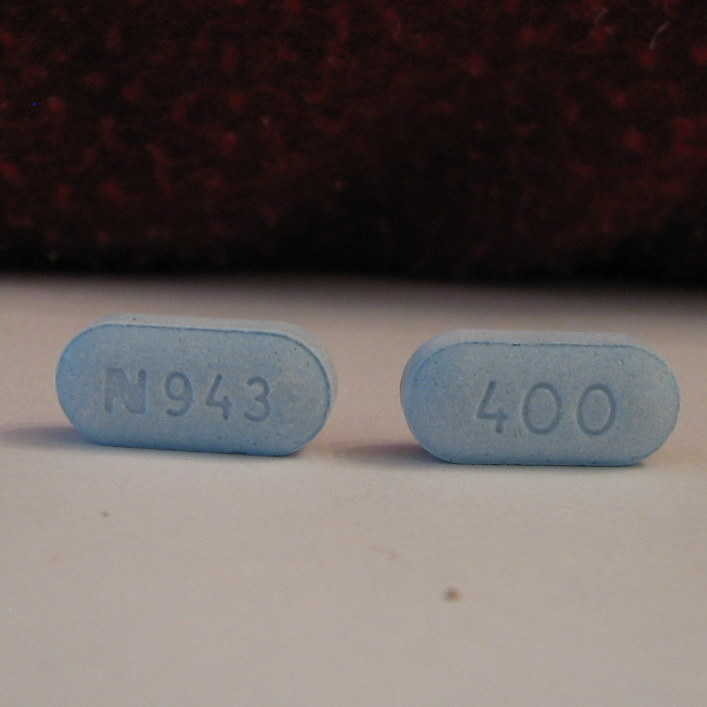
El medicament antiviral aciclovir

Diversos fàrmacs antivirals són efectius per tractar l'herpes, incloent aciclovir (acyclovir), valaciclovir, famciclovir i penciclovir. L'aciclovir va ser el primer descobert i ara està disponible en genèric. El valaciclovir també està disponible com a genèric i és lleugerament més eficaç que l'aciclovir per reduir el temps de curació de lesions.
L'evidència avala l'ús d'aciclovir i valaciclovir en el tractament de l'herpes labial així com de les infeccions per herpes en persones amb càncer. L'evidència que recolza l'ús d'aciclovir en la gingivoestomatitis herpètica primària és més feble.

### Medicació tòpica
Diversos antivirals tòpics són efectius per a l'herpes labial, inclosos l'aciclovir, el penciclovir i el docosanol.

### Medicina alternativa
L'evidència és insuficient per donar suport a l'ús de molts d'aquests compostos, com ara equinàcia, eleuthero, L-lisina, zinc, productes apícoles de monolaurina, i àloe vera. Tot i que diversos estudis petits mostren un possible benefici de la monolaurina, la L-lisina, l'aspirina, el bàlsam de llimona, el zinc tòpic o la crema d'arrel de regalèssia en tractament, aquests estudis preliminars no s'han confirmat per estudis controlats aleatoris de major qualitat.

## Prognosi

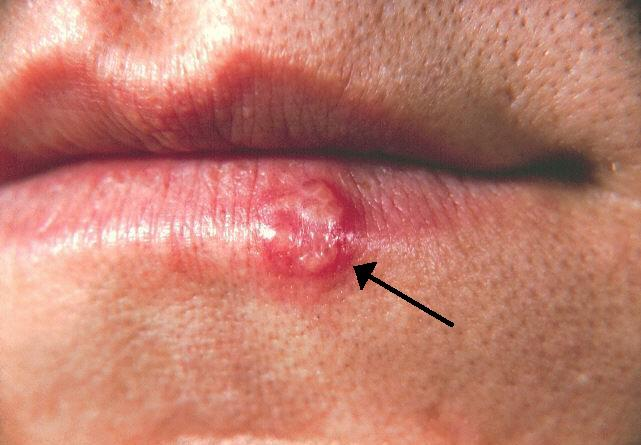
Herpes labial localitzada en el llavi inferior. Es poden veure les butllofes assenyalades amb una fletxa

Després d'una infecció activa, els virus de l'herpes estableixen una infecció latent en els ganglis sensorials i autònoms del sistema nerviós. L'ADN de doble cadena del virus s'incorpora a la fisiologia cel·lular per infecció del nucli del cos cel·lular d'un nervi. La latència del VHS és estàtica; no es produeix cap virus; i està controlat per una sèrie de gens virals, inclosa la transcripció associada a la latència.
Moltes persones infectades per VHS experimenten recurrència durant el primer any de la infecció. El pròdrom precedeix el desenvolupament de lesions. Els símptomes prodròmics inclouen formigueig (parestèsia), picor i dolor on els nervis lumbosacres innerven la pell. El pròdrom pot ocórrer durant diversos dies o tan curt com unes hores abans que es desenvolupin les lesions. L'inici del tractament antiviral quan s'experimenta el pròdrom pot reduir l'aparició i la durada de les lesions en alguns individus. Durant la recurrència, és probable que es desenvolupin menys lesions i són menys doloroses i es curen més ràpidament (entre 5 i 10 dies sense tractament antiviral) que les que es produeixen durant la infecció primària.
Els brots posteriors solen ser periòdics o episòdics, de mitjana quatre o cinc vegades l'any quan no s'utilitza teràpia antiviral. Les causes de la reactivació són incertes, però s'han documentat diversos desencadenants potencials. Un estudi de 2009 va demostrar que la proteïna VP16 té un paper clau en la reactivació del virus latent. Els canvis en el sistema immunitari durant la menstruació poden tenir un paper en la reactivació del VHS-1.
Les infeccions concurrents, com la infecció viral del tracte respiratori superior o altres malalties febrils, poden provocar brots. La reactivació a causa d'altres infeccions és la font probable dels termes històrics «herpes labial» i «ampolla de febre». Altres desencadenants identificats inclouen lesions locals a la cara, els llavis, els ulls o la boca; traumatisme, cirurgia, radioteràpia, i l'exposició al vent, la llum ultraviolada o la llum solar.
La freqüència i la gravetat dels brots recurrents varien molt entre les persones. Els brots d'alguns individus poden ser bastant debilitants, amb lesions grans i doloroses que persisteixen durant diverses setmanes, mentre que d'altres només experimenten picor o cremors lleus durant uns quants dies. Algunes proves indiquen que la genètica juga un paper en la freqüència dels brots de herpes labial. S'ha relacionat una àrea del cromosoma 21 humà que inclou sis gens amb brots freqüents d'herpes oral. Amb el temps es construeix una immunitat al virus. La majoria de les persones infectades experimenten menys brots i els símptomes dels brots sovint es tornen menys greus. Després de diversos anys, algunes persones es tornen asimptomàtiques perpètuament i ja no experimenten brots, tot i que encara poden ser contagioses per a altres. Les persones immunodeprimides poden experimentar episodis més llargs, més freqüents i més greus. S'ha demostrat que la medicació antiviral redueix la freqüència i la durada dels brots. Els brots poden ocórrer al lloc original de la infecció o a prop de les terminacions nervioses que arriben des dels ganglis infectats. En el cas d'una infecció genital, les nafres poden aparèixer al lloc original de la infecció o prop de la base de la columna vertebral, les natges o la part posterior de les cuixes. Les persones infectades pel VHS-2 tenen un risc més elevat d'adquirir el VIH quan practiquen relacions sexuals sense protecció amb persones seropositives, en particular durant un brot amb lesions actives.

## Epidemiologia
Les taxes mundials de VHS-1 i/o VHS-2 estan entre el 60 i el 95% en adults. El VHS-1 és més comú que el VHS-2, amb taxes d'ambdós augmentant a mesura que les persones envelleixen. Les taxes de VHS-1 es troben entre el 70% i el 80% en poblacions de nivell socioeconòmic baix i entre el 40% i el 60% en poblacions amb un estatus socioeconòmic millorat. S'estima que 536 milions de persones o el 16% de la població a tot el món estaven infectades amb VHS-2 el 2003, amb taxes més elevades entre les dones i les de països en desenvolupament. Les taxes d'infecció estan determinades per la presència d'anticossos contra qualsevol espècie viral.
Als Estats Units d'Amèrica, el 58% de la població està infectada amb VHS-1 i el 16% està infectada amb VHS-2. Entre els seropositius per VHS-2, només el 19% sabia que estaven infectats. Durant el període 2005-2008, la prevalença del VHS-2 va ser del 39% en persones de raça negra i del 21% en dones.
Es desconeix la incidència anual al Canadà de l'herpes genital per infecció per VHS-1 i VHS-2 (per a una revisió dels estudis de prevalença i incidència de VHS-1/VHS-2 a tot el món, vegeu [Smith i Robinson 2002]). Un nou estudi suggereix que fins a un de cada set canadencs d'entre 14 i 59 anys pot estar infectat amb el virus de l'herpes simplex tipus 2 i més del 90% d'ells poden desconèixer el seu estat. Als Estats Units d'Amèrica, s'estima que anualment es produeixen unes 1.640.000 seroconversions per VHS-2 (730.000 homes i 910.000 dones, o 8,4 per cada 1.000 persones).
A la Colúmbia Britànica l'any 1999, la seroprevalència d'anticossos VHS-2 en el sèrum sobrant presentat per a proves prenatals va revelar una prevalença del 17%, que va del 7% en dones de 15 a 19 anys al 28% en aquests 40-44 anys.
A Noruega, un estudi publicat l'any 2000 va trobar que fins al 70-90% de les infeccions genitals inicials es deuen al VHS-1.
A Nova Escòcia, el 58% dels 1.790 de cultius aïllats de VHS de lesions genitals en dones eren VHS-1; en homes, el 37% dels 468 aïllats eren VHS-1.

## Història
L'herpes es coneix des de fa almenys 2.000 anys. Es diu que l'emperador Tiberi va prohibir els petons a Roma durant un temps a causa de tantes persones que tenien herpes labial. Al segle xvi, en Romeu i Julieta s'esmenten les butllofes «als llavis de les dones». Al segle xviii era tan comú entre les prostitutes que se l'anomenava «una malaltia vocacional de la dona».
El terme «herpes simplex» va aparèixer a A System of Rational and Practical Chirurgery de Richard Boulton el 1713, on també apareixien els termes «herpes miliaris» i «herpes exedens». No es va descobrir que l'herpes era un virus fins a la dècada del 1940.
La teràpia antiviral de l'herpes va començar a principis de la dècada del 1960 amb l'ús experimental de medicaments que interferien amb la replicació viral anomenats inhibidors de l'àcid desoxiribonucleic (ADN). L'ús original era contra malalties normalment mortals o debilitants com l'encefalitis adulta, la queratitis, en pacients immunodeprimits (trasplantaments) o l'herpes zòster disseminat. Els compostos originals utilitzats van ser 5-iodo-2'-desoxiuridina (o idoxuridina), IUdR o (IDU) i 1-β-D-arabinofuranosilcitosina (o ara-C), comercialitzats posteriorment amb el nom de citosar (o citarabina). L'ús es va ampliar per incloure el tractament tòpic de l'herpes simple, el zóster i la varicel·la. Alguns assaigs van combinar diferents antivirals amb resultats diferents.
La introducció de la 9-β-D-arabinofuranosiladenina, (ara-A o vidarabina), considerablement menys tòxica que l'ara-C, a mitjans de la dècada del 1970, va obrir el camí per a l'inici del tractament antiviral neonatal regular. La vidarabina va ser la primera medicació antiviral administrada sistemàticament amb activitat contra el VHS per la qual l'eficàcia terapèutica va superar la toxicitat per al maneig de la malaltia del VHS que amenaçava la vida. La vidarabina intravenosa va ser autoritzada per al seu ús per la Food and Drug Administration (FDA) dels Estats Units d'Amèrica el 1977. Altres antivirals experimentals d'aquell període van incloure: heparina, trifluorotimidina (TFT), Ribivarina, interferó, Virazole i 5-metoximetil-2'-desoxiuridina (MMUdR).
La introducció de la 9-(2-hidroxietoximetil)guanina, també conegut com aciclovir, a finals de la dècada del 1970 va augmentar el tractament antiviral un altre nivell i va donar lloc a assaigs de vidarabina versus aciclovir a finals de la dècada del 1980. La menor toxicitat i facilitat d'administració respecte a la vidarabina ha fet que l'aciclovir es converteixi en el fàrmac d'elecció per al tractament de l'herpes després de ser autoritzat per la FDA el 1998. Un altre avantatge en el tractament de l'herpes neonatal va incloure majors reduccions de mortalitat i morbiditat amb dosis més elevades, que no es va produir en comparació amb l'augment de dosis de vidarabina. Tanmateix, l'aciclovir sembla inhibir la resposta d'anticossos i els nounats amb tractament antiviral amb aciclovir van experimentar un augment més lent del títol d'anticossos que els que prenen vidarabina.

## Societat i cultura
Algunes persones experimenten sentiments negatius relacionats amb la malaltia després del diagnòstic, en particular, si han adquirit la forma genital de la malaltia. Els sentiments poden incloure depressió, por al rebuig, sentiments d'aïllament, por a ser descoberts i sentiments autodestructius.
S'han creat grups de suport a l'herpes als Estats Units d'Amèrica i al Regne Unit, que ofereixen informació sobre l'herpes i fan fòrums de missatges i llocs web de cites per a persones afectades. Les persones amb el virus de l'herpes sovint dubten a revelar a altres persones, inclosos amics i familiars, que estan infectades. Això és especialment cert per a les parelles sexuals noves o potencials que consideren casuals.
En un estudi del 2007, 1.900 persones (el 25% de les quals tenien herpes) van situar l'herpes genital en segon lloc per a l'estigma social, entre totes les malalties de transmissió sexual (el VIH va ocupar el primer lloc per a l'estigma de les ETS).

### Grups de suport

#### Estats Units d'Amèrica
Una font de suport és el National Herpes Resource Center, que va sorgir del treball de l'Associació Americana de Salut Sexual (American Sexual Health Association, ASHA). L'ASHA es va crear el 1914 en resposta a l'augment de les malalties de transmissió sexual que s'havien estès durant la Primera Guerra Mundial. Durant la dècada del 1970, es va produir un augment de les malalties de transmissió sexual. Una de les malalties que va augmentar de manera espectacular va ser l'herpes genital. En resposta, ASHA va crear el Centre Nacional de Recursos per a Herpes el 1979. El Centre de Recursos per a Herpes (Herpes Resource Center, HRC) va ser dissenyat per satisfer la creixent necessitat d'educació i conscienciació sobre el virus. Un dels projectes de l'HRC va ser crear una xarxa de grups de suport local (HELP). L'objectiu d'aquests grups HELP era proporcionar un entorn segur i confidencial on els participants puguin obtenir informació precisa i compartir experiències, pors i sentiments amb altres persones preocupades per l'herpes.

#### Regne Unit
Al Regne Unit, el 1982 es va iniciar l'Herpes Association (ara Herpes Viruses Association), convertint-se en una organització benèfica registrada amb una subvenció del Departament de Salut britànic el 1985. L'organització benèfica va començar com una sèrie de reunions de grups locals abans d'adquirir una oficina i un difusió nacional.

## Investigació
S'ha investigat en vacunes tant per a la prevenció com per al tractament de les infeccions per herpes.
A l'octubre de 2022, la FDA dels Estats Units d'Amèrica encara no havia aprovat cap vacuna contra l'herpes. No obstant això, hi ha vacunes contra l'herpes actualment en assaigs clínics, com el Moderna mRNA-1608.
Un estudi genòmic del virus de l'herpes simplex tipus 1 va confirmar la teoria del patró de migració humana coneguda com a hipòtesi de la Sortida d'Àfrica.